# Gabriel Iglesias
Gabriel Iglesias (San Diego, 15 luglio 1976) è un comico e doppiatore statunitense.

## Infanzia
Nato a San Diego, California, nel 1976, come Gabriel Jesus Iglesias è il più giovane di sei figli di Esther P. Mendez e Jesus Iglesias. È stato cresciuto da sua madre. È di origine messicana. È cresciuto a Riverside, Corona, Santa Ana, Baldwin Park e Compton e in una casa popolare a Long Beach dove ha trascorso la maggior parte della sua giovinezza. 

## Carriera
Iglesias ha lavorato per una compagnia di cellulari a Los Angeles; nel 1997 si è dedicato completamente alla commedia, anche se ciò ha comportato la perdita della sua casa e della sua automobile.
Nel 2000 è apparso nella sesta stagione nella serie TV All That di Nickelodeon insieme ad Amanda Bynes e Nick Cannon.
Nel 2007 Iglesias ha prestato la sua voce a un'intera famiglia messicana nel sesto episodio Padre de familia della serie animata I Griffin della Fox TV. Nello stesso anno ha iniziato a doppiare ricorrentemente una coppia di gemelli in A scuola con l'imperatore.

## Filmografia

### Attore

#### Cinema
- Magic Mike, regia di Steven Soderbergh (2012)
- Ghost Movie 2 - Questa volta è guerra (A Haunted House 2), regia di Michael Tiddes
- Magic Mike XXL, regia di Gregory Jacobs (2015)

#### Televisione
- Modern Family – serie TV, episodio 9x18 (2018)
- Mr. Iglesias - serie TV, 16 episodi (2019-2020)
- Nuovo Santa Clause cercasi (The Santa Clauses) – serie TV, 6 episodi (2023)

### Doppiatore
- Planes, regia di Klay Hall (2013)
- Nut Job - Operazione noccioline (The Nut Job), regia di Peter Lepeniotis (2014)
- Il libro della vita (The Book of Life), regia di Jorge R. Gutierrez (2014)
- Il viaggio di Norm (Norm of the North), regia di Trevor Wall (2016)
- I Puffi - Viaggio nella foresta segreta (Smurfs: The Lost Village), regia di Kelly Asbury (2017)
- Nut Job 2 - Tutto molto divertente (The Nut Job 2: Nutty by nature), regia di Carl Brunker (2017)
- Coco, regia di Lee Unkrich (2017)
- Gli eroi del Natale (The Star), regia di Timothy Reckart (2017)
- Ferdinand, regia di Carlos Saldanha (2017)
- Show Dogs - Entriamo in scena (Show Dogs), regia di Raja Gosnell (2018)
- Pupazzi alla riscossa (UglyDolls), regia di Kelly Asbury (2019)
- Space Jam: New Legends (Space Jam: A New Legacy), regia di Malcolm D. Lee (2021)
- Paws of Fury - La leggenda di Hank (Paws of Fury: The Legend of Hank), regia di Rob Minkoff, Mark Koetsier e Chris Bailey (2022)

## Doppiatori italiani
Nelle versioni in italiano delle opere in cui ha recitato, Gabriel Iglesias è stato doppiato da:
- Nanni Baldini in Magic Mike, Magic Mike XXL, Mr. Iglesias
- Luigi Ferraro in Ghost Movie 2 - Questa volta è guerra
- Leonardo Graziano in Modern Family
- Simone Crisari in Nuovo Santa Clause cercasi

Da doppiatore, è stato sostituito da:
- Francesco Venditti in Nut Job - Operazione noccioline, Nut Job 2 - Tutto molto divertente
- Sacha Pilara in Ferdinand, Pupazzi alla riscossa
- Gabriele Patriarca in Space Jam: New Legends, Paws of Fury - La leggenda di Hank
- Nanni Baldini in Planes
- Raffaele Palmieri ne Il libro della vita
- Stefano Sperduti ne I Puffi - Viaggio nella foresta segreta
- Enrico Pallini in Coco
- Stefano Mondini ne Gli eroi del Natale